# فن تصوري حديث

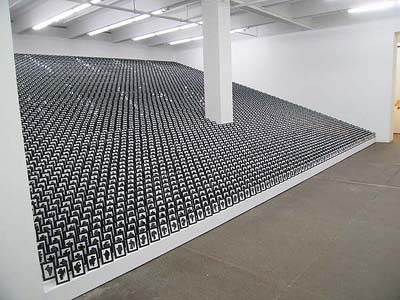

يصف الفن التصوري الحديث أو الفن المفاهيمي الجديد الممارسات الفنية في الثمانينيات وخاصة في التسعينيات من القرن العشرين حتى الآن، وهو ما ينبع من حركة الفن التصوري في الستينيات والسبعينيات من القرن العشرين. تضمنت هذه المبادرات اللاحقة تصوريي موسكو والتصوريين الجدد للولايات المتحدة مثل شيري ليفين والفنانين البريطانيين الشباب، ولاسيما داميان هيرست وترايسي أمين في المملكة المتحدة، إذ توجد أيضًا حركة مضادة متشددة وناقدة لمجموعة الفنون التصورية واللغة في سبعينيات القرن العشرين.

## لمحة تاريخية
تناول الفنانون المعاصرون العديد من اهتمامات حركة «الفن التصوري»، منذ الموجة الأولى من الفنانين التصوريين. في حين أن العديد من هؤلاء الفنانين قد لا يسمون أنفسهم «فنانين تصوريين»، فإن أفكار مثل مناهضة الاستغلال التجاري والنقد الاجتماعي أو/والسياسي والفن الرقمي والأفكار/ المعلومات كوسيلة، ما تزال تشكل جوانب من الفن المعاصر، لا سيما بين الفنانين العاملين مع فنون الحاسوب وفن الأداء وفن الإنترنت والفن الإلكتروني. قد يتحدث العديد من النقاد والفنانين عن الجوانب التصورية لفنان معين أو عمل فني، مما يعكس التأثير الدائم الذي كان للعديد من الفنانين التصوريين الأصليين على عالم الفن.

## مدينة نيويورك
جرى التعبير بوضوح عن فكرة الفن التصوري (الذي سُمي في وقت لاحق أحيانًا بالفن ما بعد التصوري) في الولايات المتحدة من قبل تريشيا كولينز وريتشارد ميلاتسو (عملا كفريق يسمى كولينز وميلاتسو) في أوائل الثمانينيات من القرن العشرين في مدينة نيويورك، وقد ساعدا على إبراز جيل جديد بالكامل من الفنانين من خلال كتاباتهما الغزيرة ونشاطهما التنظيمي. كانت معارضهما وكتاباتهما السبب الرئيسي وراء تشكيل السياق النظري لنوع جديد من الفن التصوري الجديد (أو ما بعد)، وقد جادلا في وقت واحد ضد التعبيرية الجديدة وفن نظرية الصور. جُمعت من خلال هذا السياق أعمال العديد من الفنانين الذين ارتبطت أسماؤهم بالتصورية الجديدة (أو ما أُطلق عليه بعض النقاد بشكل مختزل «المحاكاة» و«نيو جيو»)، ومن بين هؤلاء الفنانين: روس بليكنر وجيمس ويلينغ وستيفن بارينو وريتشارد برينس وبيتر ناغي وجوزيف نيتشفاتال وسارة تشارلزوورث ومارك إينيرست وآلان ماكولوم وبيتر هالي وجوناثان لاسكر وهايم شتاينباخ وفيليب تاف وروبرت غوبر وسانت كلير سيمين.

## موسكو
حاول تصوريو موسكو في السبعينيات والثمانينيات من القرن العشرين، تقويض الإيديولوجية الاشتراكية باستخدام استراتيجيات الفن التصوري وفن التخصيص. من الشخصيات المركزية إيليا كاباكوف وكومار وميلاميد. ضمت المجموعة أيضًا إريك بولاتوف وفيكتور بيفوفاروف.

## لندن
برز الفنانون البريطانيون الشباب (واي بي إيه إس)، بقيادة داميان هيرست في تسعينيات القرن الماضي ووصفت أعمالهم في ذلك الوقت بأنها تصورية جديدة، على الرغم من أنها تعتمد بشدة على الشيء الفني لإحداث تأثيرها. يستخدم المصطلح المتعلق بهم على أساس أن الكائن ليس العمل الفني، أو أنه غالبًا ما يكون كائنًا موجودًا، لا يحتاج إلى مهارة فنية في إنتاجه. يُنظر إلى ترايسي أمين على أنها رائدة في واي بي إيه وتصورية جديدة، على الرغم من أنها أنكرت ذلك، وأكدت على التعبير العاطفي الشخصي. ينتقد تشارلز هاريسون، وهو عضو في مجموعة الفن التصوري للفن واللغة في سبعينيات القرن العشرين، الفن التصوري الجديد في تسعينيات القرن العشرين باعتباره فنًا تصوريًا «دون أي شعور بالتهديد أو الغرابة». من بين الفنانين البارزين الآخرين المرتبطين بالتصورية الجديدة في المملكة المتحدة مارتن كريد وليام غيبيك وبيتان هووز وسيمون باترسون وسيمون ستارلينغ ودوغلاس غوردون.